# The Richest Girl in the World
The Richest Girl in the World ist eine US-amerikanische Filmkomödie aus dem Jahr 1934 von William A. Seiter, nach einer Erzählung des Drehbuchautors Norman Krasna.

## Handlung
Dorothy Hunter ist die reichste Frau der Welt. Die Öffentlichkeit kennt allerdings nur ihren Namen, nicht ihr Aussehen. Um unerkannt von einer Reise zurück in die USA zu kommen, soll sich ihre Sekretärin Sylvia Lockwood für sie ausgeben. Dorothys Verlobter Donald löst die Verlobung auf, weil er sich in eine andere Frau verliebt hat. Donalds Aussage, dass kein Mann sie als Frau lieben könne, verärgert Dorothy so sehr, dass sie Sylvia beauftragt, sich auch auf ihrer Verlobungsparty für sie auszugeben.
Auf der Party gibt sich Dorothy für Sylvia aus und lernt den attraktiven Tony Travers kennen. Tony lädt die angebliche Sekretärin zu einer Kanufahrt ein, nimmt aber an ihrer Stelle Sylvia mit. Die wütende Dorothy nimmt mit Sylvias Ehemann Phillip die Verfolgung auf. Mit einem Rennboot bringt sie das Kanu zum Kentern. Tony schwört, dass seine Absichten mit Sylvia ehrenhaft seien, doch Dorothy unterstellt ihm, dass er die Möglichkeit, eine reiche Erbin zu heiraten, annehmen würde.
Tony willigt in einen Wettkampf ein. Er soll um Sylvia, die er immer noch für die Erbin hält, werben und seine Ersparnisse in ein Spekulationsgeschäft investieren, um seine Brautwerbung zu finanzieren. John Connors, der Verwalter des Erbes, hält den Wettkampf für unfair. Nach zwei Wochen fordert Dorothy Tony auf, Sylvia während eines Ausfluges in die Adirondack Mountains einen Heiratsantrag zu machen.
Tony freut sich über das scheinbare Vertrauen, das Dorothy in ihn hat. Doch Dorothy hat den Ausflug so geplant, dass Tony die erste Nacht mit ihr alleine verbringt. Tony sagt ihr vor dem Kamin, wie sehr er sie liebe. Auch Dorothys Liebe zu Tony wächst immer mehr, dennoch will sie den Beweis, dass er sie auch als Sekretärin liebe. Sie drängt Tony, Sylvia am nächsten Tag einen Antrag zu machen, den Sylvia, bei beauftragt, annimmt.
In der Nacht sieht Tony, wie Phillip in Sylvias Schlafzimmer schleicht. Am Frühstückstisch schlägt er Phillip nieder und beschuldigt Sylvia der Untreue. Als letzten Test erzählt Dorothy Tony, dass sie und Sylvia die Zimmer getauscht haben. Tony hat genug von dem Spiel und schleppt Dorothy vor den Hochzeitsaltar. Jetzt ist sich auch Dorothy sicher über Tonys Gefühle. Dennoch will sie auf der Rückfahrt, die per Schiff vor sich geht, immer noch als Sekretärin gelten. John Connors beauftragt heimlich die Stewards, das frischvermählte Paar in Luxuskabinen unterzubringen.

## Kritiken
Andre Sennwald von der New York Times schrieb, der Film würde in seiner gelassenen und anspruchslosen Art mehr befriedigen, als man nach dem Lesen der Handlung vermuten möchte. Norman Krasna beschreibe die Situation mit frischem Humor und Intelligenz.
Auch die katholische Bischofskonferenz der USA (USCCB) zeigte sich von der Komödie angetan. Regisseur Seiter halte die unwahrscheinliche Handlung leicht und meistens lustig, unterstützt von einer guten Besetzung, die alle Duplizität glaubwürdig mache.

## Auszeichnungen
Norman Krasna erhielt 1935 eine Oscarnominierung für die beste Originalgeschichte.

## Hintergrund
Die Premiere fand am 21. September 1934 statt.
RKO Pictures sicherte sich die Filmrechte an Norman Krasnas Geschichte für 4.000 US-Dollar. Für den Film wurde Miriam Hopkins von Paramount Pictures und Fay Wray von 20th Century Fox ausgeliehen.
RKO verfilmte die Geschichte Krasnas noch einmal. 1944 erschien unter der Regie von Richard Wallace die Komödie Bride by Mistake.